# Komputeko

Logo

Komputeko es un  diccionario en línea, que traduce múltiples términos usados en informática, al esperanto. El proyecto es organizado por la organización sin ánimo de lucro E@I («Education@Internet»), para proveer términos informáticos desde varios diccionarios, para facilitar el acceso y la comparación entre diferentes traducciones, promoviendo el uso de los términos en el idioma vernáculo, en vez de un anglicismo. Komputeko es una abreviación de la frase en Esperanto «Prikomputila terminokolekto», que significa «colección de términos informáticos». El diccionario está escrito en siete idiomas (esperanto, inglés, neerlandés, alemán, francés, español y polaco), y hay planes de agregar más idiomas.